# Hyla meridionalis
La ranita meridional (Hyla meridionalis) es una especie de anfibio anuro de la familia Hylidae. y con un tamaño de unos 5 cm de longitud, es uno de los anfibios más pequeños de Europa.

## Descripción
Su cuerpo presenta un aspecto gomoso pues tiene la piel muy lisa y brillante en color verde claro, pudiendo presentar tonos amarillentos y pardos. 
Se observa una raya negra que va desde los orificios nasales, pasando por los ojos, hasta las axilas de las patas delanteras. Por debajo es de tono blancuzco. Posee unas largas patas con ventosas en la punta de los dedos que le dan la capacidad de trepar con facilidad por la vegetación, o ramas de los arbustos que encuentra en su hábitat, por lo que es una rana arborícola. Sus ojos son saltones y de pupila horizontal. Tiene un cierto parecido con su pariente más cercano, la Ranita de San Antonio.
De forma poco frecuente podemos encontrar ejemplares de color azul. Esto es debido a una mutación en los genes que determinan la pigmentación de la piel. Estas ranas fabrican dos pigmentos diferentes, el pigmento azul y el pigmento amarillo, que normalmente están presentes de forma conjunta, dando la coloración verde a la piel.  A veces por causa de la mutación mencionada, algunos ejemplares no fabrican el pigmento amarillo y por tanto muestran solo la coloración azul.

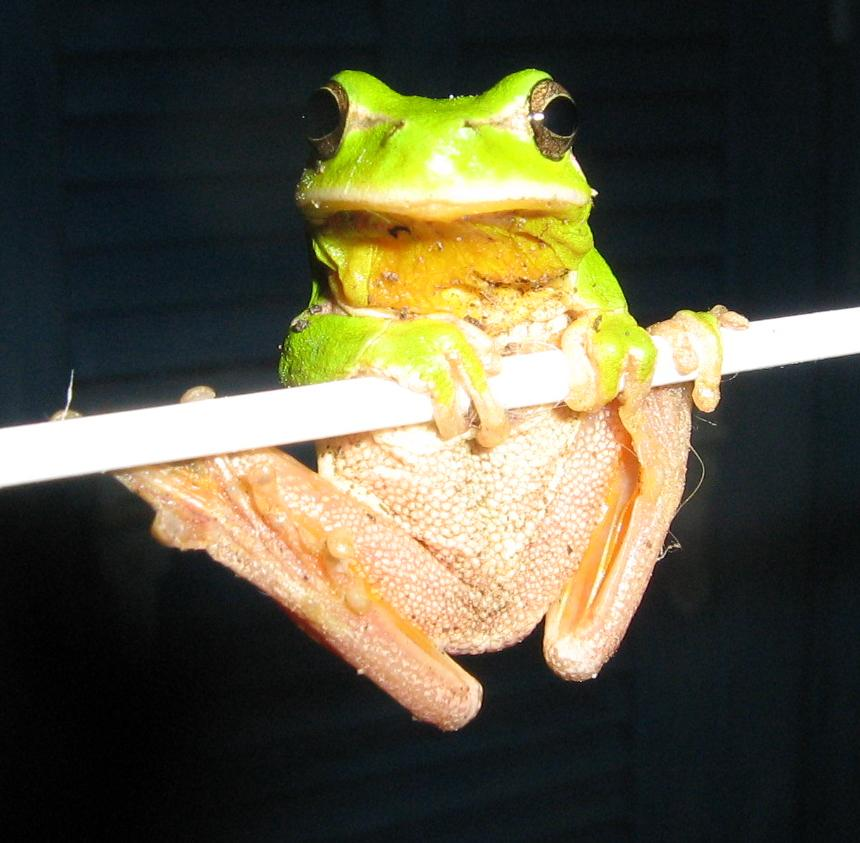
Hyla meridionalis de La Gaude (Francia)

## Distribución
Oeste de Italia, sur de Francia, sur de Portugal y España (desde Cataluña hasta Andalucía); también en Menorca y Madeira, donde fue introducida. En   canarias se la puede encontrar, aunque fue introducida por el hombre. En la Ciudad Autónoma de Melilla no se encuentra presente.

## Hábitat
Embalses, lagos y charcas, camufladas eficientemente entre la vegetación donde viven encaramadas, y estando las horas del día prácticamente quietas entre el verde de las hojas donde pasan desapercibidas gracias a su coloración críptica. Suele ser con la puesta del sol cuando estos anfibios bajan de sus escondites para entretenerse en las noches alimentándose de insectos y arañas.

## Voz

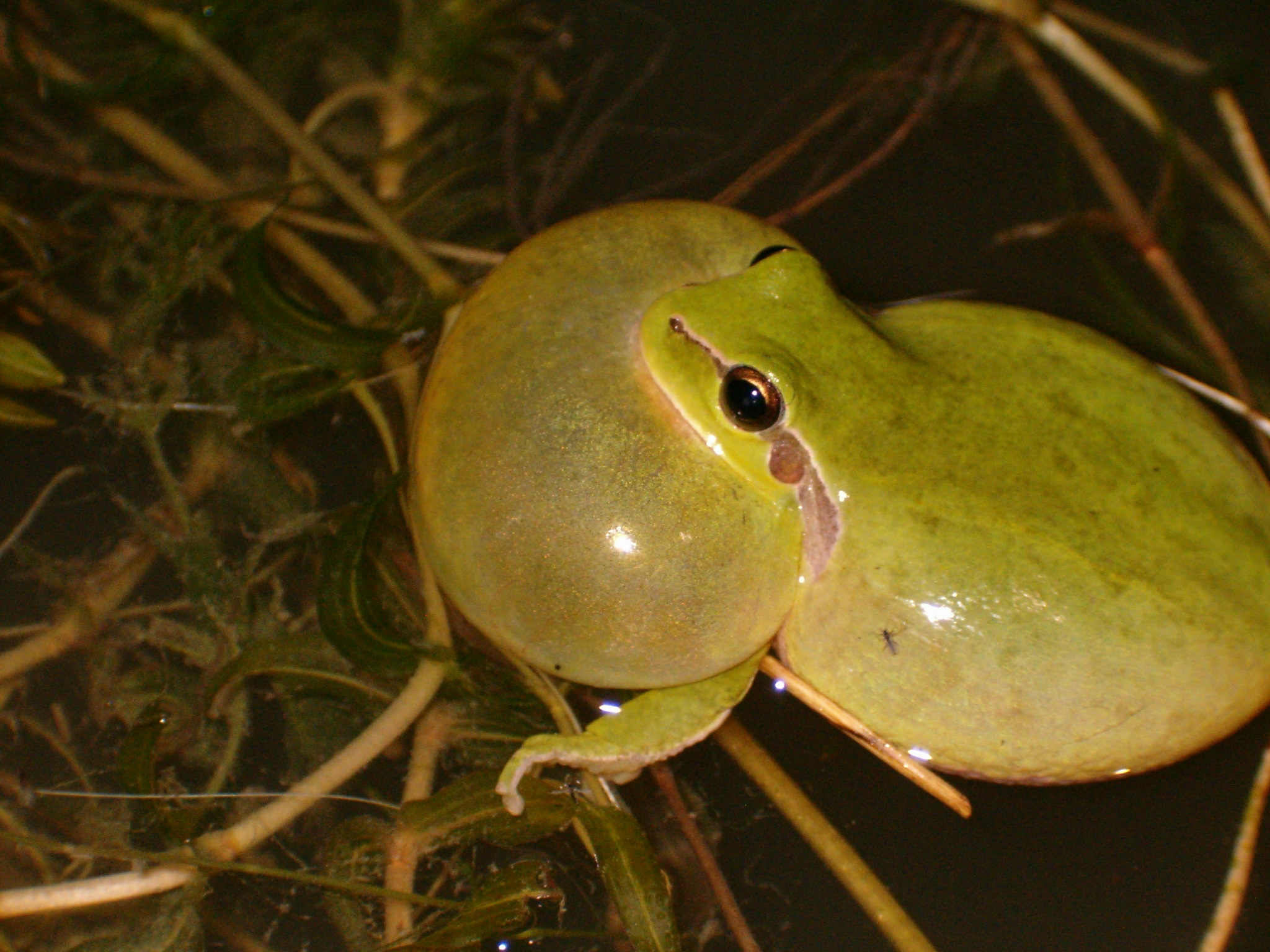
Macho cantando.

Su voz puede describirse como un lento croar (wroar... wroar... wroar), siendo este uno de los cantos más potentes entre los anfibios europeos, pues los machos utilizan el saco vocal a modo de amplificador consiguiendo así un territorio e intentando atraer de esta forma a las hembras.

## Amenazas
Sobre la especie
- Probable hibridación en algunas zonas con Hyla molleri.
- Campañas antimosquitos en la costa mediterránea que reducen la fuente de alimentación de esta ranita.
- Excesivo aislamiento entre poblaciones en las áreas del sureste.

Sobre el hábitat
- Deterioro, fragmentación y pérdida de hábitats reproductivos.
- Eutrofización y contaminación química de las aguas.
- Incendios y eliminación de la vegetación de los márgenes de lagos, charcas y otras masas de agua que conforman su hábitat.
- Desarrollo urbanístico.